# إدي فوي جونيور
إدي فوي جونيور (بالإنجليزية: Eddie Foy Jr.) مواليد 4 فبراير 1905 في نيو روتشيل - الوفاة 15 يوليو 1983، هو ممثل أمريكي بدأ مسيرته الفنية سنة 1915.

## الأعمال
- يانكي دودل داندي
- ويلسون

## روابط خارجية
- إدي فوي جونيور على موقع IMDb (الإنجليزية)
- إدي فوي جونيور على موقع ألو سيني (الفرنسية)
- إدي فوي جونيور على موقع ميوزك برينز (الإنجليزية)
- إدي فوي جونيور على موقع أول موفي (الإنجليزية)
- إدي فوي جونيور على موقع قاعدة بيانات برودواي على الإنترنت (الإنجليزية)
- إدي فوي جونيور على موقع قاعدة بيانات برودواي على الإنترنت (الإنجليزية)
- إدي فوي جونيور على موقع قاعدة بيانات الأفلام السويدية (السويدية)
- إدي فوي جونيور على موقع إن إن دي بي (الإنجليزية)
- إدي فوي جونيور على موقع ديسكوغز (الإنجليزية)
- إدي فوي جونيور على موقع قاعدة بيانات الفيلم (الإنجليزية)